# Rodete palatino
Un rodete palatino ([TA]: torus palatinus) es un crecimiento anormal óseo en el paladar. Los palatal tori generalmente se presentan en la línea media del paladar duro. La mayoría tiene menos de 2 cm de diámetro, pero su tamaño puede variar con el tiempo.

## Epidemiología
La prevalencia de los rodetes palatinos va del 9% al 60% y son más comunes que los crecimientos óseos que se producen en la mandíbula, conocidos como rodetes mandibulares. Los rodetes palatinos suelen presentarse con mayor frecuencia en personas asiáticas e inuits, y son el doble de frecuentes en mujeres. En los Estados Unidos, entre el 20% y el 30% de la población presenta casos de rodetes mandibulares, con un porcentaje de ocurrencia similar entre personas blancas y de color.

## Etiología
Pese a que algunos estudios sugieren que la formación de rodetes palatinos se deba a un rasgo autosómico dominante, se cree que existen varios factores causantes del desarrollo de los rodetes mandibulares. Habitualmente se producen a principios de la etapa adulta y su tamaño puede aumentar. En personas mayores, el tamaño del torus puede disminuir a causa de la resorción ósea. En consecuencia, se piensa que los rodetes mandibulares son el resultado de tensiones locales y no producto exclusivo de la genética.

## Tratamiento
En ocasiones se categoriza al rodete basándose en su apariencia. En general, los rodetes palatinos son un suceso clínico que no requiere tratamiento. Existe la posibilidad de que se forme una úlcera en la zona del rodete debido a un traumatismo. Los rodetes también pueden dificultar la aplicación de prótesis dentales. De ser necesaria la extracción del rodete, se puede realizar una cirugía para reducir el tamaño del hueso, pero el rodete podría llegar a formarse nuevamente cuando los dientes cercanos continuasen recibiendo presión local.